# Уорд, Уильям, 4-й граф Дадли
Уильям Хамбл Дэвид Уорд, 4-й граф Дадли (англ. William Ward, 4st Earl of Dudley; 5 января 1920 — 16 ноября 2013) — британский пэр, член Палаты лордов с 1969 по 1999 год. Он носил титул учтивости — виконт Эднам с 1932 по 1969 год.

## Ранняя жизнь
Родился 5 января 1920 года. Старший сын Уильяма Уорда, 3-го графа Дадли (1894—1969), и леди Розмари Миллисент Сазерленд-Левесон-Гоуэр (1893—1930), единственной выжившей дочери Кромарти Сазерленд-Левесон-Гоуэра, 4-го герцога Сазерленда. Он был крестником герцога Виндзорского и воспитывался в Химли-холле в то время, когда семья владела 30 000 акров земли в Стаффордшире и Вустершире. В июле 1930 года его мать погибла в авиакатастрофе в Меофаме. Его отец был близким другом принца Уэльского, впоследствии короля Эдуарда VIII, который провел свои последние выходные в качестве короля в Химли-холле перед своим отречением от престола в 1936 году.
Получив образование в Итоне и Крайст-Черч в Оксфорде, будущий 4-й граф был зачислен в Королевский гусарский полк (Собственный принца Уэльского) и был ранен на действительной службе во время Второй мировой войны. В период с 1942 по 1943 год он служил адъютантом фельдмаршала Арчибалда Уэйвелла, вице-короля Индии.

## После войны
Граф Дадли перестал быть членом палаты лордов 11 ноября 1999 года после отказа от многих наследственных мест в законодательном органе в соответствии с Законом о Палате лордов 1999 года.
Он был дядей по отцовской линии актрисы и бывшей модели Рэйчел Уорд и активистки по защите окружающей среды Трейси Луизы Уорд (ныне герцогини Бофорт), которые являются дочерьми младшего брата 4-го графа, достопочтенного Питера Алистера Уорда.

## Семья
Лорд Дадли женился сначала на Стелле Каркано-и-Морра, дочери доктора дона Мигеля Анхеля Каркано. Они поженились 10 января 1946 года, у них родилось трое детей:
- (Уильям Хамбл) Дэвид (Джереми) Уорд, виконт Эднам (род. 27 марта 1947). Он женился в 1972 году на Саре Мэри Коутс; они развелись в 1976 году. Затем он женился на Дебре Луизе Пинни в 1976 году. В 1977 году у них родилась дочь Бетани Ровена Уорд, и они развелись в 1980 году. Он сменил своего отца на посту 5-го графа Дадли и 15-го барона Уорда по наследству отца. смерти, где в это время он жил во Франции.
- Леди Розмари Миллисент Уорд (род. 26 мая 1955), близнец, вышла замуж в 1980 году за Кастора Каньедо. У леди Розмари есть дочь, и она живёт в Испании.
- Леди Анн-Мари Инес Уорд (род. 26 мая 1955), близнец, вышла замуж в 1978 году за Лауреано Переса-Андухара-и-Химена. Они развелись в 1993 году.

Лорд и леди Дадли развелись в 1960 году.
Лорд Дадли женился во второй раз в Амершаме 24 августа 1961 года. Его второй женой была шотландская актриса и светская львица Морин Суонсон (25 ноября 1932 — 16 ноября 2011). Вместе у них было семеро детей:
- Достопочтенный Уильям Уорд (мертворожденный 21 октября 1961)
- Леди Сюзанна Луиза Уорд (род. 23 мая 1963),
- Леди Мелисса Патрисия Эйлин Уорд (род. 18 июля 1964), вышла замуж в 1991 году за Саймона Паксли; есть дочь (Индия Уорд Паксли)
- Леди Виктория Ларисса Сесилия Уорд (род. 28 мая 1966), имеет сына (Джордж Уорд-Карстерс)
- Леди Амелия Морин Эрика Уорд (род. 5 сентября 1967)
- Леди (Эмма София) Крессида Уорд (род. 7 января 1970), с 2011 года замужем за доктором Людовиком Торо, с которым она познакомилась во время работы в Париже[3] и где она сейчас живет. У них есть сын Уильям Раффаэле Витторио Торо, родившийся 26 июня 2012 года; У леди Крессиды Уорд есть дочь от предыдущих отношений (Лили Роуз Уорд Дэвис; родилась 2 ноября 2004 года). Она работает в сфере медицинского пиара.
- Достопочтенный Леандер Гренвилл Дадли Уорд (род. 31 октября 1971), кинорежиссер[4] , в 2011 году женился на британской журналистке Лоре Севьер. 14 октября 2012 года у них родилась дочь Лейла Аталанта Уорд и вторая дочь Алана Мэй Уорд, 8 мая 2014 года.

## Смерть
4-й граф Дадли скончался 16 ноября 2013 года и был похоронен на частном кладбище графов Дадли в задней части приходской церкви в Химли.